# Janet (álbum)
Janet (estilizado como janet.) é o quinto álbum de estúdio da cantora americana Janet Jackson, lançado em 18 de maio de 1993 pela gravadora Virgin Records. Antes de seu lançamento, Jackson esteve no centro de uma guerra sobre seu contrato de gravação. Em 1991, sua gravadora original, A&M, buscou renovar seu contrato, enquanto outras, como Atlantic, Capitol e Virgin, todas competiam para contratá-la. Depois de se encontrar com o proprietário da Virgin, Richard Branson, ela assinou com a gravadora. O contrato foi estimado em US$ 40 milhões, tornando-a a artista musical mais bem paga do mundo.
As críticas de que seu sucesso na indústria musical era atribuído a ser um membro da família Jackson e uma artista dependente de produtores a levaram a escrever todas as letras do álbum, além de co-produzir todas as músicas e co-escrever cada um de seus arranjos com Jimmy Jam e Terry Lewis. O título, lido "Janet, ponto final.", tem o objetivo de dissociar sua imagem pública de sua família, omitindo seu sobrenome. Um disco pop e R&B, Jackson incorporou hip hop, ópera, house e jazz, eliminando o som industrial rígido de seus discos anteriores. Liricamente, o tema de Janet é a intimidade sexual – um afastamento abrupto de sua imagem conservadora. Muitas de suas letras enfatizam a perspectiva da mulher sobre a sexualidade e a demanda por praticar sexo seguro.
Nos Estados Unidos, Janet se tornou o terceiro álbum consecutivo da cantora a chegar ao topo da Billboard 200 e o primeiro a estrear no primeiro lugar. Vendendo 350.000 cópias em sua primeira semana, ele estabeleceu um recorde de vendas mais altas na primeira semana para uma artista feminina naquela época. Certificado seis vezes platina pela Recording Industry Association of America (RIAA), vendeu mais de sete milhões de cópias nos Estados Unidos, de acordo com a Nielsen SoundScan. Internacionalmente, Janet liderou as tabelas musicais na Austrália, Nova Zelândia, Canadá, África do Sul e Reino Unido, e vendeu cerca de 14 milhões de cópias em todo o mundo.
Janet continua sendo um dos sete álbuns da história a produzir seis sucessos no top 10 da Billboard Hot 100 dos Estados Unidos, incluindo os singles número um "That's the Way Love Goes" e "Again". A Janet World Tour, que apoiou o álbum e foi patrocinada pela MTV, recebeu aclamação da crítica pelas elaboradas performances de palco de Jackson, reforçando sua reputação como uma das artistas mais proeminentes da geração MTV. Janet consolidou a cantora como um ícone internacional e símbolo sexual, e é listado pela National Association of Recording Merchandisers e pela Rock and Roll Hall of Fame como um dos 200 álbuns definitivos de todos os tempos. Os acadêmicos argumentaram que as imagens eróticas em seus videoclipes contribuíram para um maior grau de liberdade sexual entre as mulheres.

## Antecedentes
Rumores de uma guerra de ofertas multimilionárias sobre o contrato de gravação de Jackson começaram a circular na primavera de 1991. A revista Jet relatou: "Uma gravadora ofereceu mais de US$ 50 milhões para assinar um contrato de gravação com a superestrela Janet Jackson, fazendo da cantora/compositora/dançarina/atriz de 24 anos a peça-chave em uma das guerras de lances mais quentes entre as grandes gravadoras de hoje". Relatórios indicaram que a Capitol, Virgin e Atlantic estavam todas dando ofertas pelo contrato de Jackson, já que seus laços com a A&M estariam expirando; em março, ela assinou com a Virgin. O jornal The New York Times declarou: "Janet Jackson assinou o que se acredita ser o contrato mais lucrativo da história da gravação. A cantora, compositora e atriz de 24 anos assinou um contrato exclusivo com a Virgin Records, foi anunciado ontem". Seu novo contrato garantia um pagamento de royalties de vinte e dois por cento, além do bônus de seu histórico contrato. Chuck Philips, do Los Angeles Times, relatou que essa foi a maior guerra de ofertas na memória recente e que "um dos motivos pelos quais as ofertas eram tão pesadas, observaram vários observadores da indústria, foi que Jackson – com apenas 24 anos – ainda é um rosto relativamente novo na cena pop e que seu estilo dance-pop é ideal para o clima pop/vídeo de hoje". Além disso, seu potencial como superestrela internacional provou ser a principal motivação para o investimento da gravadora. Jeff Ayeroff, co-diretor administrativo da Virgin nos Estados Unidos, afirmou: "Janet é uma artista de classe mundial e esperamos que seu crescimento seja enorme". O presidente Richard Branson conversou em particular com Jackson, levando-a em uma viagem de balão, para selar o negócio. Ele comentou: "Queríamos acabar com a concorrência e tínhamos certeza de que, uma vez que Janet começasse a trabalhar com a Virgin, ela não iria querer ir para outro lugar".
Stephen Holden, do The New York Times, criticou o valor do contrato, considerando-o uma aposta da Virgin. Ele afirmou que Jackson "é uma artista dependente de produtores, ou seja, alguém que conta com os outros para torná-la interessante e moderna. Ela também não tem uma personalidade bem definida, tanto como artista quanto como celebridade. Onde cantores como a Sra. Houston e Mariah Carey têm um dominante poder vocal, a Sra. Jackson é uma voz de estúdio relativamente indistinguível". Richard Branson rebateu este argumento afirmando que "a Sra. Jackson teve grande sucesso trabalhando com a equipe de produção de Jimmy Jam e Terry Lewis, assim como seu irmão Michael Jackson teve seus maiores sucessos com o produtor Quincy Jones. É interessante que o Sr. Holden não mencione essa "responsabilidade" semelhante ao discutir sobre Michael Jackson. Dizer que a Sra. Jackson é "dependente" de seu produtor é um observação míope. Ela é um talento formidável que se mantém por conta própria". Michael Jackson quebraria o recorde de sua irmã apenas alguns dias depois, quando ele assinou um contrato de US$ 60 milhões com a Sony Music Entertainment. Os contratos de ambos os irmãos receberam críticas consideráveis. O Los Angeles Times relatou que "o presidente da A&M Records, Al Cafaro, cuja empresa perdeu a feroz batalha de ofertas sobre Janet Jackson para a Virgin Records, disse que as gravadoras podem estar atribuindo muita importância a artistas individuais", já que os fundos usados como adiantamentos para os Jacksons poderiam ter lançado carreiras para vários talentos desconhecidos. Cliff Burnstein, da Q-Prime, comentou que as demandas dos artistas por avanços após a assinatura começariam a aumentar a partir desse ponto.

## Conceito
Sexo não é apenas fogo e calor, é beleza natural. Fazendo o que vem naturalmente. É deixar ir, dar e receber o que você precisa. Na era da AIDS, certamente exige ser responsável. No nível psicológico, porém, sexo bom, sexo satisfatório, também está relacionado com perder-se, liberar-se, usar seu corpo para sair de seu corpo. Bem, pela primeira vez, estou me sentindo livre. Adoro me sentir profundamente sexual - e não me importo de deixar o mundo saber. Para mim, o sexo se tornou uma celebração, uma parte alegre do processo criativo.

Janet Jackson, Rolling Stone, 1993
Depois de escrever canções com temas de independência para Control e injustiça social para Rhythm Nation 1814, Jackson desejou dedicar seu novo álbum ao amor e aos relacionamentos, descrevendo o tema de seu novo álbum como "intimidade" e que a "comunicação sexual é o nome do jogo". Ela declarou em uma entrevista com David Wild para a Rolling Stone que "enquanto eu estava fazendo Rhythm Nation, eu estava pensando em como as coisas eram tão difíceis, tão arregimentadas e tão preto e branco... Eu pensei em fazer algo mais sensual – o que é difícil para mim, já que eu cresci como uma moleca e realmente não penso em mim dessa forma. Mas eu acho que este álbum é mais feminino". Ela também comentou sobre como sua experiência atuando em Poetic Justice desempenhou um papel em tomar uma nova direção com sua música. Em conversa com o biógrafo David Ritz, ela afirmou que "Rhythm Nation era um álbum pesado, e Poetic Justice era um filme pesado. Eu queria fazer algo mais leve, mas também ousado... Quando escrevi o álbum, ainda estava em um lado poético da mente, inspirado na bela linguagem de Maya. Você pode ouvir essa inspiração ou os interlúdios e especialmente na música "New Agenda". Desta vez, me senti muito mais livre para me expressar".

## Título
Apesar do sucesso comercial e de crítica de seus dois álbuns anteriores, Jackson continuou a receber inúmeras comparações com seu irmão Michael, muitas vezes com dúvidas de que ela teria poder de permanência na indústria da música. Quando Edna Gundersen, do USA Today, a questionou sobre o assunto, ela respondeu: "Certas pessoas acham que estou apenas me apoiando no meu sobrenome... É por isso que coloquei meu primeiro nome em janet. e por isso que nunca pedi aos meus irmãos para escrever ou produzir música para mim". A Virgin Records expressou que o título do álbum "pontua a declaração de força que a cantora, compositora e produtora corajosamente expressa nesta coleção comovente de canções que exploram o amor, a sensualidade, o poder da irmandade e a sua própria auto-identidade que evolui". Thomas Harrison, autor de Music of the 1990s (2011) escreveu que "a decisão consciente foi feita, pela companhia e/ou Jackson, de colocá-la no mesmo nível que os outros artistas com um único nome, como Madonna, Bono, Beyoncé e Prince, ou pelo menos para colocá-la na mesma posição que outros na indústria que costumam ser chamados por um nome, como Whitney, Mariah, Britney, Diana, Dolly, e Garth, entre outros. Jackson agora podia, de certa forma, se estabelecer por conta própria e não ser vista como um produto da máquina de entretenimento da família". Sal Cinquemani da revista Slant comentou o título do álbum no final das contas "anunciou a cantora como completamente independente de sua família dominada por homens [e] posicionou-a como a pessoa responsável por seu som".

## Lista de faixas
Todas as faixas escritas e produzidas por Janet Jackson, James Harris III e Terry Lewis, exceto onde indicado.
| Janet – Edição padrão |                                |                                    |                           |         |  |
| N.º                   | Título                         | Compositor(es)                     | Produtor(es)              | Duração |  |
| 1.                    | "Morning"                      |                                    |                           | 0:31    |  |
| 2.                    | "That's the Way Love Goes"     |                                    |                           | 4:24    |  |
| 3.                    | "You Know..."                  |                                    |                           | 0:12    |  |
| 4.                    | "You Want This"                |                                    |                           | 5:05    |  |
| 5.                    | "Be a Good Boy..."             |                                    |                           | 0:07    |  |
| 6.                    | "If"                           |                                    |                           | 4:31    |  |
| 7.                    | "Back"                         |                                    |                           | 0:04    |  |
| 8.                    | "This Time"                    |                                    |                           | 6:58    |  |
| 9.                    | "Go on Miss Janet"             |                                    |                           | 0:05    |  |
| 10.                   | "Throb"                        |                                    |                           | 4:33    |  |
| 11.                   | "What'll I Do"                 | Jackson Steve Cropper Joe Shamwell | Jackson Jellybean Johnson | 4:05    |  |
| 12.                   | "The Lounge"                   |                                    |                           | 0:15    |  |
| 13.                   | "Funky Big Band"               |                                    |                           | 5:22    |  |
| 14.                   | "Racism"                       |                                    |                           | 0:08    |  |
| 15.                   | "New Agenda"                   | Jackson Harris III Lewis Chuck D   |                           | 4:00    |  |
| 16.                   | "Love Pt. 2"                   |                                    |                           | 0:11    |  |
| 17.                   | "Because of Love"              |                                    |                           | 4:20    |  |
| 18.                   | "Wind"                         |                                    |                           | 0:11    |  |
| 19.                   | "Again"                        |                                    |                           | 3:46    |  |
| 20.                   | "Another Lover"                |                                    |                           | 0:11    |  |
| 21.                   | "Where Are You Now"            |                                    |                           | 5:47    |  |
| 22.                   | "Hold on Baby"                 |                                    |                           | 0:12    |  |
| 23.                   | "The Body That Loves You"      |                                    |                           | 5:32    |  |
| 24.                   | "Rain"                         |                                    |                           | 0:18    |  |
| 25.                   | "Any Time, Any Place"          |                                    |                           | 7:08    |  |
| 26.                   | "Are You Still Up"             |                                    |                           | 1:36    |  |
| 27.                   | "Sweet Dreams"                 |                                    |                           | 0:14    |  |
| 28.                   | "Whoops Now" (faixa escondida) |                                    |                           | 4:59    |  |
| Duração total:        | Duração total:                 | Duração total:                     | Duração total:            | 75:23   |  |

| Janet – Edição deluxe |                                                |                                      |         |  |
| N.º                   | Título                                         | Compositor(es)                       | Duração |  |
| 29.                   | "And On and On"                                |                                      | 4:50    |  |
| 30.                   | "70's Love Groove"                             |                                      | 5:47    |  |
| 31.                   | "One More Chance"                              | Randy Jackson                        | 5:54    |  |
| 32.                   | "You Want This" (Remix) (com part. de MC Lyte) | Jackson Harris III Lewis Lana Moorer | 4:47    |  |
| 33.                   | "Where Are You Now" (Nellee Hooper Mix)        |                                      | 5:22    |  |
| 34.                   | "Because of Love" (Mugs 7" with Bass Intro)    |                                      | 3:32    |  |
| 35.                   | "That's the Way Love Goes" (CJ R&B 7" Mix)     |                                      | 4:10    |  |

| Janet – Edição limitada para turnê australiana (disco bônus) |                                            |                |         |  |
| N.º                                                          | Título                                     | Compositor(es) | Duração |  |
| 1.                                                           | "One More Chance"                          | Randy Jackson  | 5:57    |  |
| 2.                                                           | "Again" (Piano/Vocal)                      |                | 3:51    |  |
| 3.                                                           | "And On and On"                            |                | 4:52    |  |
| 4.                                                           | "70's Love Groove"                         |                | 5:50    |  |
| 5.                                                           | "Throb" (David Morales Legendary Club Mix) |                | 9:10    |  |

| Janet – Edição limitada (disco bônus) |                                                        |                |         |  |
| N.º                                   | Título                                                 | Compositor(es) | Duração |  |
| 1.                                    | "That's the Way Love Goes/If" (1993 MTV Awards Medley) |                | 5:48    |  |
| 2.                                    | "That's the Way Love Goes" (We Aimsta Win Mix)         |                | 5:41    |  |
| 3.                                    | "Again" (French Vrs)                                   |                | 3:53    |  |
| 4.                                    | "If" (Swing Yo Pants Mix)                              |                | 6:20    |  |
| 5.                                    | "One More Chance"                                      | Randy Jackson  | 5:54    |  |
| 6.                                    | "That's the Way Love Goes" (R&B Mix)                   |                | 6:19    |  |
| 7.                                    | "If" (Janet's Jeep Mix)                                |                | 6:27    |  |
| 8.                                    | "Again" (Piano/Vocal Mix)                              |                | 3:48    |  |

Notas
- "That's the Way Love Goes" contém:
  - amostras de "Papa Don't Take No Mess", escrita por James Brown, Fred Wesley, Charles Bobbit e John Starks e interpretada por J. Brown.
  - uma interpolação de "Georgy Porgy", interpetada por Toto e escrita pelo membro David Paich.
- "You Want This" contém amostras de:
  - "Love Child", escrita por R. Dean Taylor, Frank Wilson, Pam Sawyer, Deke Richards e interpretada por Diana Ross & the Supremes.
  - "Jungle Boogie", escrita por Robert Bell, Ronald Bell, Claydes Smith, Robert Mickens, Donald Boyce, Richard Allen Westfield, Dennis Thomas e George Brown e interpretada por Kool & the Gang.
- "If" contém amostras de:
  - "Someday We'll Be Together", escrita por Johnny Bristol, Harvey Fuqua e Jackey Beavers e interpretada por Diana Ross & the Supremes.
  - "Honky-Tonk Haven", interpretada por John McLaughlin.
- "New Agenda" contém amostras de:
  - "School Boy Crush", escrita por Hamish Stuart, Onnie McIntyre, Alan Gorrie, Steve Ferrone, Molly Duncan e Roger Ball e interpretada por Average White Band.
  - "Kool It (Here Comes the Fuzz)", escrita por Gene Redd, Woodrow Sparrow, Robert Bell, Ronald Bell, Westfield, Mickens, G. Brown, Thomas e Smith e interpretada por Kool & the Gang.
  - "Superwoman (Where Were You When I Needed You)", escrita e interpretada por Stevie Wonder.

## Paradas
| País                           | Paradas                        | Melhor Posição | Certificação | Vendas     |
| ------------------------------ | ------------------------------ | -------------- | ------------ | ---------- |
| Australian ARIA Albums Chart   | ARIA                           | 1              | Diamante     | 140,000    |
| Austrian Albums Chart          | IFPI                           | 7              |              |            |
| Charts brasileiros             | ABPD                           | 1              | 6× Platina   | 600,000    |
| Canadian Albums Chart          | Music Canada/Nielsen SoundScan | 1              | 3× Platina   | 300,000    |
| Dutch Albums Chart             | NVPI/Megacharts                | 4              | Gold         | 50,000     |
| French Albums Chart            | SNEP                           | 1              | Gold         | 200,000    |
| German Albums Chart            | IFPI/Media Control             | 5              | Gold         | 250,000    |
| New Zealand RIANZ Albums Chart | RIANZ                          | 1              | Diamante     | 150,000    |
| Norwegian Albums Chart         | IFPI/VG Nett                   | 1              | Gold         | 20,000     |
| South East Asia                | —                              | —              | —            | 1,000,000  |
| Swedish Albums Chart           | IFPI/GLF                       | 5              | Gold         | 30,000     |
| Swiss Albums Chart             | IFPI                           | 1              | 3× Platina   | 150,000    |
| UK Albums Chart                | BPI/OCC                        | 1              | 2× Platina   | 825,000    |
| U.S. Billboard 200             | RIAA/Billboard                 | 1              | 6× Platina   | 6 milhões↑ |
| U.S. Top R&B/Hip-Hop Albums    | RIAA/Billboard                 | 1              | 6× Platina   | 6 milhões↑ |
| Worldwide                      | —                              | 1              | —            | 20 milhões |